# Outsports
Outsports is een sportwebsite uit de Verenigde Staten die verslag doet van lhbt-onderwerpen en -personen in de sportwereld. De website werd in 1999 opgericht door Cyd Zeigler en Jim Buzinksi. De website won in 2003 de 'New Media Journalism Award' van de National Lesbian and Gay Journalists Association. Nadat de site in 2013 werd opgekocht door Vox Media bleven Zeigler en Buzinski aan als redacteuren. Outsports inventariseerde onder meer hoeveel atleten er tijdens de Olympische Spelen van 2012, 2016 en 2020 uit de kast waren.